# Jari Europaeus
Jari Europaeus (* 29. Dezember 1962 in Helsinki) ist ein ehemaliger finnischer Fußballspieler und -trainer. Der Verteidiger spielte zwischen 1981 und 1996 als Aktiver bei fünf verschiedenen Vereinen in Schweden und Finnland und kam auf 54 Einsätze in der Nationalmannschaft.
Europaeus spielte 1981 erstmals für HJK Helsinki in der ersten finnischen Liga. In seiner ersten Saison gewann HJK sowohl die Meisterschaft als auch den Pokal. 1984 ging Europaeus nach Schweden und spielte dort für Gefle IF in der Allsvenskan. Allerdings stieg der Verein noch im selben Jahr ab und die nächsten zwei Jahre spielte Europaeus in der zweiten schwedischen Liga, ehe er 1987 zu Östers IF wechselte. Europaeus spielte zwei Spielzeiten bei dem Verein aus Växjö und wechselte danach 26-jährig zurück nach Finnland zum lappländischen Erstligisten Rovaniemen Palloseura. In dieser einen Saison bei RoPS wurde er vom nationalen Fußballverband zum Fußballer des Jahres gewählt. Ab 1990 streifte sich Europaeus wieder das HJK-Trikot über. Sechs Jahre lang blieb er beim finnischen Rekordmeister und holte 1990 und 1992 seine finnischen Meistertitel Nummer zwei und drei. 1996 wechselte er zum neugegründeten Verein Atlantis FC in die dritte Liga und beendete nach einer Saison hier seine Karriere als Aktiver.
Jari Europaeus schloss daraufhin die Trainerausbildung des finnischen Fußballverbandes ab und war bis zum Oktober 2000 als Trainer von Atlantis FC tätig. 2005 wurde er Trainer des Ykkönen-Klubs FC Viikingit und stieg in der Saison 2006 mit diesem Verein in die Veikkausliiga auf. Allerdings konnten die Viikingit die Klasse nicht halten und der Trainervertrag wurde aufgrund des Abstiegs vorzeitig aufgelöst.

## Erfolge und Auszeichnungen
- Finnischer Meister: 1981, 1990, 1992
- Finnischer Pokalsieger: 1981, 1993
- Finnischer Ligapokalsieger: 1994

- Spieler des Jahres in Finnland (Verbandswahl): 1989